# Kamarilla
Kamarilla betecknar i nutidens politiska språk ett hovparti, som bakom de ansvariga ministrarnas rygg söker utöva otillbörligt politiskt inflytande på en statschef. 
Kamarilla är ett spanskt lånord, en diminutivform av cámara ("liten kammare"). Ordet fick sin moderna betydelse 1814, då Ferdinand VII av Spanien genom sidoinflytande av det absolutistiskt hierarkiska partiet lät förmå sig att handla i strid mot författningen och sina konstitutionella rådgivares råd. 
Andra kända kamarillor är de tyska rådgivarna åt Otto I av Grekland, som styrde Grekland till dess han abdikerade. Mest kända är dock rådgivarna runt Vilhelm II av Tyskland och Paul von Hindenburg.